# Jonas Tåman
Jonas Tåman (Taubmann), död 3 december 1769 i Stockholm, var en svensk ritare och porslinsmålare.
Han var gift med Christina Ekbom. Tåman omnämns som läropojke vid Rörstrands porslinsfabrik 1741 och blev senare porslinsritargesäll och porslinsmästare 1760. När Anders Fahlström lämnade fabriken tjänstgjorde han som fabrikens verkmästare fram till 1761 då en ny verkmästare anställdes. Några av hans bevarade arbeten finns representerade vid Nationalmuseum och Nordiska museet i Stockholm samt Röhsska konstslöjdmuseet i Göteborg. 